# Jicchak Me'ir Alter
Jicchak Me'ir Alter (1799, Magnuszew, Polsko – 10. března 1866) je považován za prvního rabína polské chasidské dynastie Ger, kterou založil ve městě Góra Kalwaria (v jidiš Ger). Je známý rovněž pod jménem Chidušej HaRim podle názvu svých komentářů k Talmudu.

## Životopis
Jicchak Me'ir Alter pocházel z významné rabínské rodiny, jedné z nejvýznačnějších v Německu a Polsku. Oženil se s Feigele Lipszyc a usadil se ve Varšavě. Narodilo se jim 14 dětí, z nichž však většina zemřela v raném dětství.
Alter se stal žákem rabína Menachema Mendela z Kotsku. Později se stali i příbuznými poté, co se Menachemovou druhou ženou stala Chaya Lipszyc, sestra Jicchakovy ženy.

## Rabíni dynastie Ger
1. Jicchak Me´ir Alter (1798–1866)
2. Jehuda Arje Leib Alter (1847–1905)
3. Abraham Mordechaj Alter (1866–1948)
4. Israel Alter (1895–1977)
5. Simcha Bunim Alter (1898–1992)
6. Pinchas Menachem Alter (1926–1996)
7. Jakov Arje Alter (* 1939)